# 데이비드 쇼어

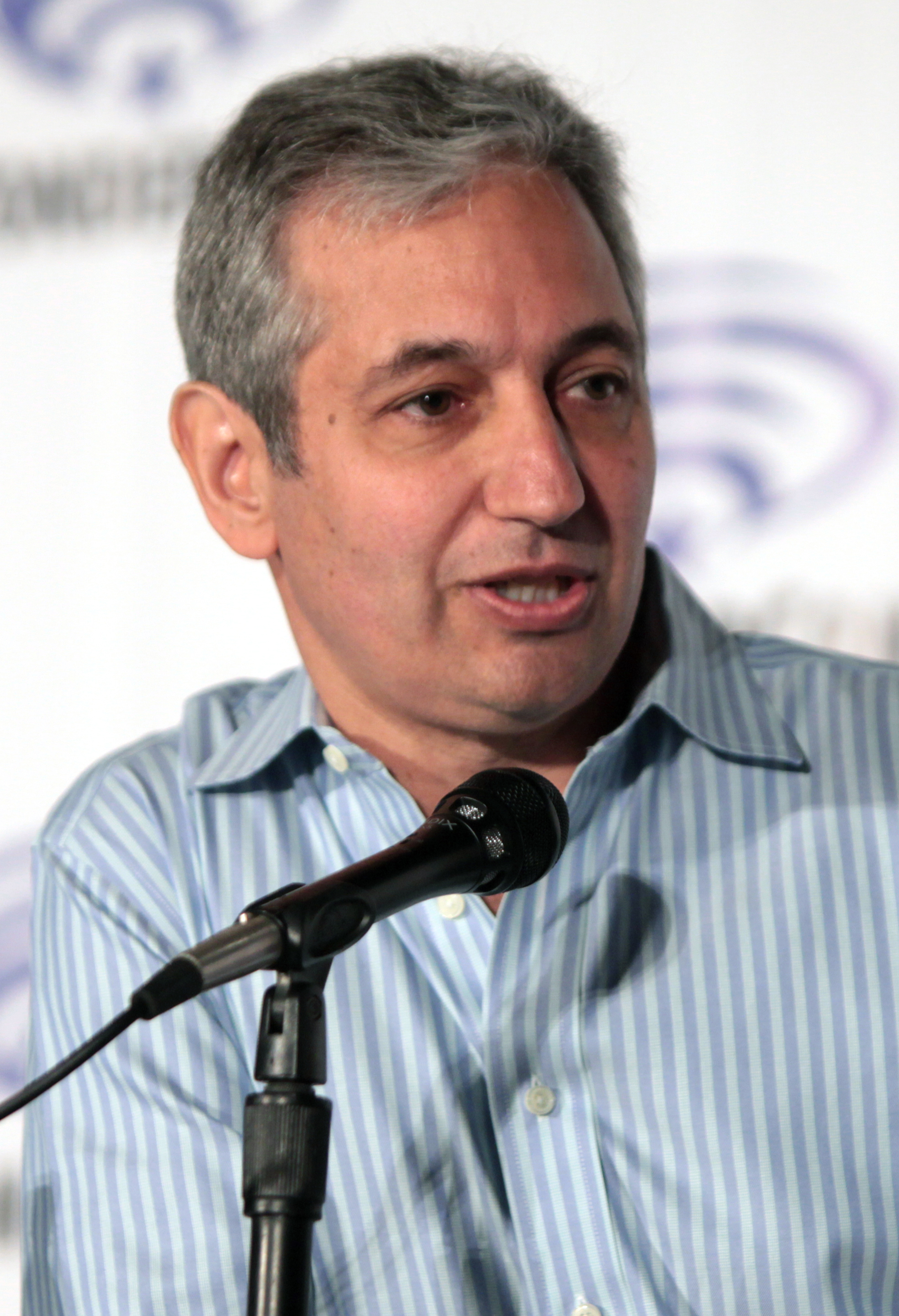
데이비드 쇼어

데이비드 쇼어(David Shore, 1959년 7월 3일 ~ )는 캐나다의 작가이자 텔레비전 프로듀서이다. 《하우스》, 《배틀 크리크》 등을 기획한 것으로 잘 알려져 있다.